# Mossatjärnen (Solleröns socken, Dalarna, 673432-141832)
Mossatjärnen är en sjö i Mora kommun i Dalarna och ingår i Dalälvens huvudavrinningsområde.